# あぶりだし
炙り出し（あぶりだし）は、予め乾燥すると無色となる液体で文字や絵を紙などに書き、それに熱を加えて炙ることで成分に酸化などの化学変化をさせて見えなかった文字、絵を表示させるもの。

## 概要
遊びや理科の実験として、あるいは年賀状などでの趣向として行なわれる。用いる液としては、塩化コバルトの水溶液、明礬水（みょうばんすい）、希硫酸などの他、一般家庭で入手しやすいものとして果物（ミカンの搾り汁など）、野菜などの搾り汁、砂糖水などでも可能である。
日本では江戸時代頃から遊びや占い、おみくじなどとして行なわれてきた。文字の部分には酒や塩水が用いられ、かつては縁日で香具師によって売られていた。
ミステリー映画などで、視覚的にわかりやすく印象的であるため、秘匿情報を伝達する手段として使われることもある。正月に食べるミカンの果汁を紙に染み込ませ、乾かして、火鉢などで熱するあぶりだしは広く庶民の遊びとされた。
また、この言葉の比喩的な用法として、あるものの裏に隠れていた対象を、隠していたものから浮き上がらせることにも使われている。

## 原理
液体を塗った所は、何も塗っていない所に比べて発火点が低くなる。そのため、ろうそくやアルコールランプの火などで紙自体が発火しない程度に熱してやると、塗った所だけが焦げて何を書いたのかがわかるようになる。
塩化コバルトの場合は、熱すると塗った所に残った塩化コバルト六水和物の結晶から水が取れ、藍色の塩化コバルト無水物が析出することが炙り出しの原理になっている。そのため、厳密にいえば、前述の炙り出しとは少々趣が異なる。なお、この方式では塩化コバルト無水物は吸湿性をもつため、しばらくすると空気中から水を吸収し塩化コバルト六水和物に戻り、炙り出す前の状態に戻る。そのため何度も炙り出すことが可能となる。また、紙の発火点よりもはるかに低い温度で無水物に変わるため、ドライヤーでの炙り出しも可能であり、火を使うよりも安全であるという利点がある。ただし、塩化コバルト六水和物自体に赤系の色があるため、濃度によっては炙り出さなくても見えてしまうという欠点もある。

## 電子文書での使用
HTMLなどの電子文書において、背景色と文字色を同じにすることも俗にあぶりだしと呼ばれる。そのままでは何も読めないが、カーソルで選択して反転させることで文字が浮かび上がるという効果を狙ったものである。
遊び心として隠されたメッセージを埋め込んだり、閲覧者によっては不快感を覚える箇所（いわゆるネタバレ、卑猥なスラングなど）を部分的に隠す場合に用いられる。ただし、閲覧環境によっては製作者の意図通りに表示されない可能性がある。

### 使用例
以下の「」内があぶりだしとなる。閲覧環境によっては正しく表示されない可能性があります。（カーソルで｢｣内をなぞってみて下さい。）
- 「ウィキペディアにようこそ！」

## その他の用例
詰将棋においては、詰め上がり図が文字や記号などの形になるものをあぶりだしという。詰将棋#詰将棋のバリエーションを参照。